# Phi2 Cancri
Título a ser usado para criar uma ligação interna é Phi2 Cancri.
Phi2 Cancri (23 Cancri) é uma estrela na direção da constelação de Cancer. Possui uma ascensão reta de 08h 26m 47.08s e uma declinação de +26° 56′ 07.7″. Sua magnitude aparente é igual a 6.30. Considerando sua distância de 277 anos-luz em relação à Terra, sua magnitude absoluta é igual a 1.66. Pertence à classe espectral A3V+....